# Stilpon chillcotti
Stilpon chillcotti är en tvåvingeart som beskrevs av Meg S. Cumming 1992. Stilpon chillcotti ingår i släktet Stilpon och familjen puckeldansflugor.
Artens utbredningsområde är Alabama. Inga underarter finns listade i Catalogue of Life.